# Néctar de frutas

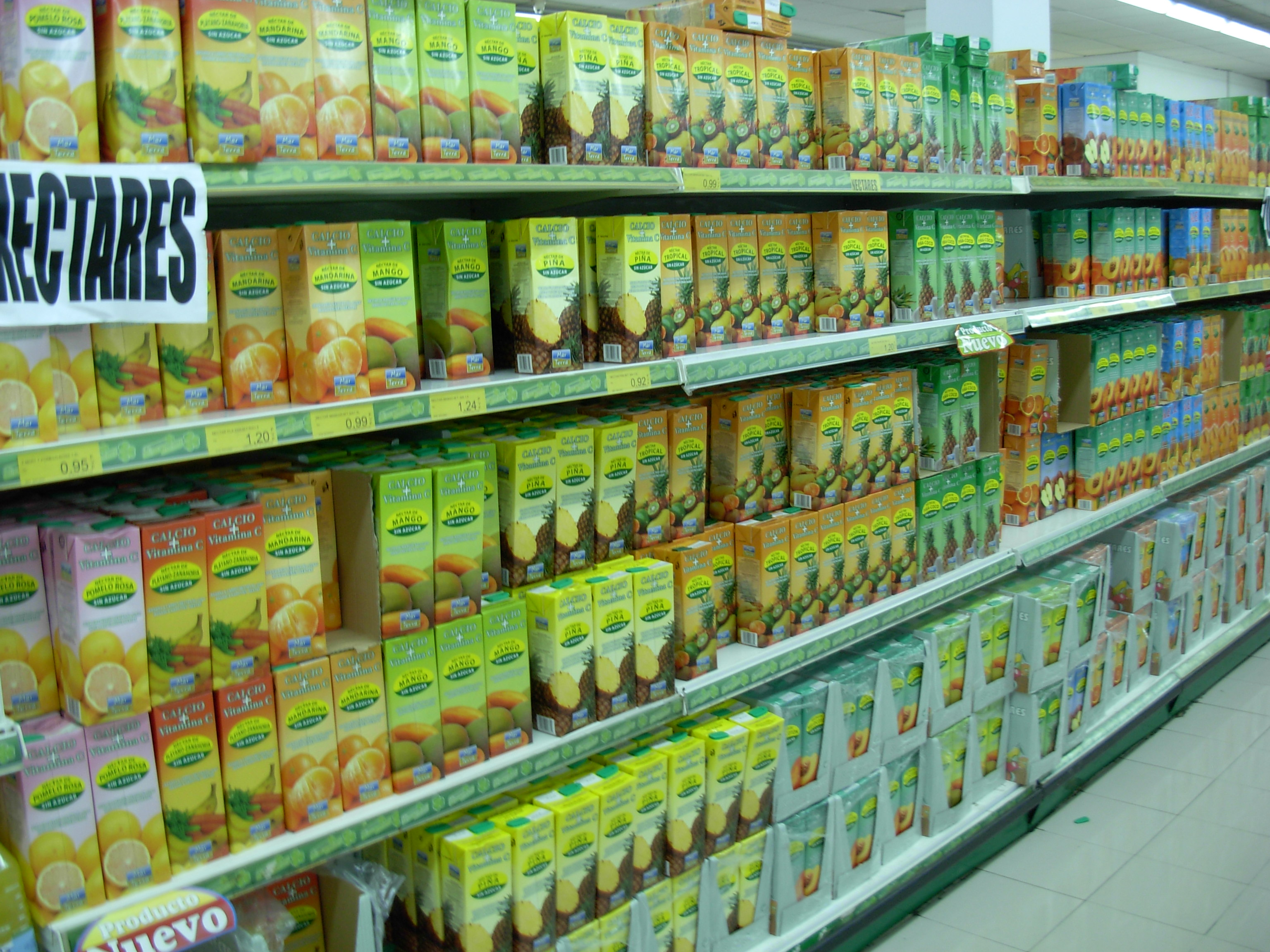
Prateleira de supermercado com néctares

Néctar de frutas é um líquido que contém parte da polpa da fruta, não fermentada, não concentrada, não diluída, com adição de açúcar e ácido cítrico. Em questão de comparação nutricional, é inferior ao suco.

## Características
Pode-se dizer que o néctar é um suco diluído em água. No Brasil, a legislação determina que, para que um fabricante possa classificar sua bebida como suco de frutas, esta deve ser composta de mais de 50% de frutas. No caso do néctar, essa taxa varia entre 20 e 30%.